# Kreuzigungsgruppe von Großkönigsdorf

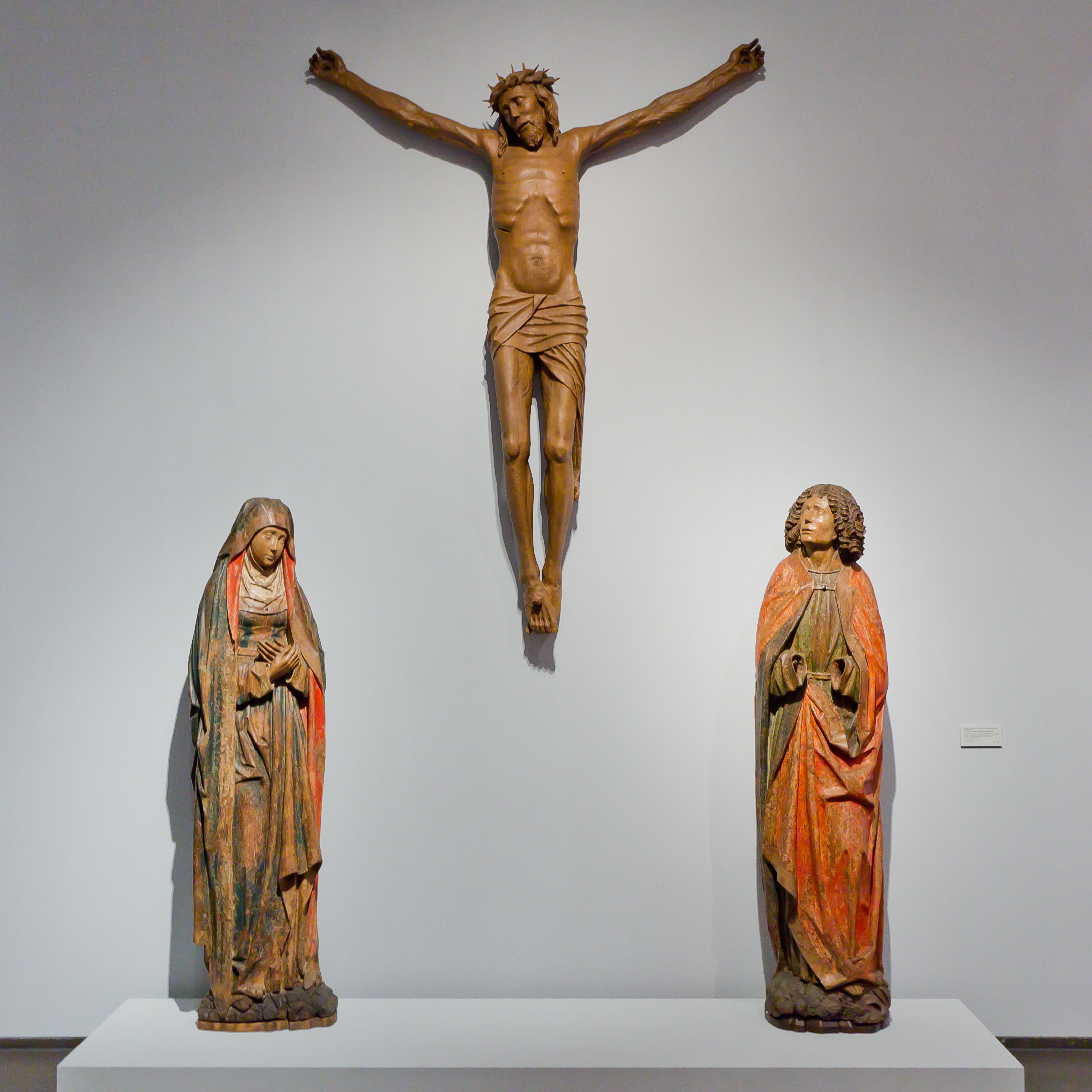
Kreuzigungsgruppe in der Ausstellung „Glanz und Größe des Mittelalters“ im Museum Schnütgen in Köln

Die (ehemalige) Kreuzigungsgruppe von Großkönigsdorf (auch: Budapest-Großkönigsdorfer Gruppe) ist eine um die Jahre 1480/90 datierte Skulpturengruppe aus Lindenholz, die Christus am Kreuz mit Maria und dem Evangelisten Johannes darstellt. Die Gruppe wird der Werkstatt des Kölner Holzschnitzers Meister Tilman zugeschrieben und befand sich bis mindestens 1912 in der St. Sebastianuskirche in Frechen-Großkönigsdorf. Ursprünglich stammt die Gruppe aus der nach 1802 niedergelegten Klosterkirche der Benediktinerinnen im Kloster Königsdorf.

## Geschichte
Die Kreuzigungsgruppe stand in einer Mauernische an der Außenseite des ehemaligen Benediktinerklosters Großkönigsdorf. 1897 beschrieb Paul Clemen sie als „ursprünglich polychromiert, aber leider gänzlich überschmiert“. Noch 1912 zeigt ein Foto die Gruppe im Zusammenhang; wie es zu der Trennung der Figuren kam, ist unklar. Bis zu ihrer Wiederentdeckung 1989 in Budapest galten die Begleitfiguren als verschollen.
Geklärt ist, dass das Budapester Museum für Bildende Künste die beiden Standfiguren 1916 von dem Münchener Kunsthändler Julius Drey kaufte; das Kruzifix verblieb in Großkönigsdorf. Bis 1981 stand es – von zwei anderen Begleitfiguren ergänzt – in der genannten Nische. Im Zweiten Weltkrieg wurde es von Granatsplittern beschädigt und 1981 schließlich in neue Hildebold-Kirche verlegt.
In der Ausstellung „Glanz und Größe des Mittelalters“ im Museum Schnütgen in Köln wurde die Gruppe vorübergehend (November 2011 bis Februar 2012) wieder gemeinsam gezeigt.

## Beschreibung
Die Lindenholz-Figuren der trauernden Maria und des Johannes sind etwas über lebensgroß (Maria: 1,82 Meter, Johannes: 1,86 Meter) plastisch ausgeformt und innen hohl. Beide Skulpturen sind mit langen, farbigen Gewändern ausgestattet. Während Maria mit zusammengelegten Händen, die Handflächen zum Körper geneigt und mit gesenktem Kopf links vom Kruzifix steht, wendet die Johannesfigur rechts davon den Kopf mit stark gewelltem Haar nach oben zum Gekreuzigten. Seine Unterarme sind angewinkelt, die Handflächen wiesen in einem leichten Winkel nach oben. Die Hände der Skulptur waren 1912 – an einer Fotografie nachweisbar – noch vorhanden, 1916 bei dem Verkauf nach Budapest jedoch verschwunden. Abgesehen davon sind die Figuren vollständig erhalten. Bis auf die Gesichter sind sie polychrom mit Anteilen der originalen Fassung, die bei der Restaurierung 1977 und 1982 entdeckt wurden.
Das Kruzifix ist 2,10 Meter hoch und mit ausgebreiteten Armen 1,70 Meter breit. Die Christusfigur ist vollständig erhalten; der Kopf ist wie bei den meisten Kruzifixen aus der Werkstatt Tilmans leicht nach rechts geneigt, die Augen fest geschlossen und der Mund leicht geöffnet. Unter dem ausgeprägten Brustkorb ist der Leib stark eingezogen, die Beine leicht angewinkelt. Das Lendentuch ist über dem rechten Oberschenkel durchgeschoben und bedeckt das rechte Bein bis zur Wade. Pigmente einer älteren Farbfassung scheinen nicht vorhanden, die Figur ist vollständig braun gestrichen.

## Zuweisung zur Werkstatt Tilmans und Datierung
Der Kölner Werkstatt des Meister Tilman, dessen Arbeiten durch einen niederländischen Einfluss gekennzeichnet sind, wurden aufgrund von Stilvergleichen zahlreiche Holzskulpturen zugeordnet, darunter auch die Großkönigsdorfer Gruppe. Seit 1977 ist der Name des Künstlers bekannt; Gunther Fabian identifizierte ihn als Tilman Heysacker (genannt Krayndunck), einen Schüler des niederländischen Bildhauers Meister Arnt. Er ist von 1487 bis 1515 in Köln belegt.
Als Datierung der Figuren vermutete der Kunsthistoriker Holger Kempgens um 1493 aufgrund einer Kreuzaltarweihe im selben Jahr; er unterstützte seine These durch Stilvergleiche mit anderen Arbeiten Tilmans, die genauer zu datieren sind.
Die ungarische Autorin Miriam Szőcz schlug 2011 aufgrund von Ähnlichkeiten mit dem Von-Carben-Meister – einem ehemaligen Schüler Tilmans –  eine spätere Datierung vor, da die beiden Bildhauer Anfang des 16. Jahrhunderts zusammengearbeitet hätten.